# Solidarity Action Day Movement in Europe
Solidarity Action Day Movement in Europe (kurz SAME) ist ein europäisches Netzwerk bestehend aus Jugendorganisationen, die jährlich einen Sozialen Tag durchführen. Während des Sozialen Tages tauschen Schüler aus ganz Europa ihre Schulbank gegen einen Arbeitsplatz und unterstützen damit Projekte auf der ganzen Welt.
SAME besteht aus neun Mitgliedsorganisationen (Stand 2019):
Operasjon Dagsverk (Norwegen), Operation Dagsværk (Dänemark), Schüler Helfen Leben (Deutschland), YOUCA (Belgien), Social Day (Italien), Operation Daywork (Italien/Südtirol), Unija Srednjoškolaca Srbije (Serbien), Asocijacija Srednjoškolaca u Bosni i Hercegovini (Bosnien und Herzegowina) und Unija Srednjoškolaca Crne Gore (Montenegro).
Auch wenn sich die Mitgliedsorganisationen in ihrer Arbeit unterscheiden, so gibt es doch gemeinsame Grundgedanken, welche die Organisationen verbinden. Diese sind in den Basic Common Principals festgehalten.

## Mitgliedsorganisationen

### YOUCA – Belgien
Die Geschichte von YOUCA begann im Jahr 2005, als sich drei Jugendliche aus Halle bei der Arbeit für die NGO Daconia in Brasilien kennenlernen. Bei der Preisverleihung des Norwegian Student Awards im Jahr 2005 gerieten sie in Kontakt mit Jugendlichen von Operasjon Dagsverk und lernten das Konzept des Sozialen Tages kennen. Angetrieben durch die Idee, eine „Sozialer-Tag-Organisation“ in ihrer Heimatstadt zu gründen, kontaktierten sie den belgischen Sozial-Unternehmer Ewoud Monbaliu. Mit seiner Hilfe organisierten sie im Jahr 2006 den ersten YOUCA-Aktionstag (damals noch Zuiddag-Aktionstag) in Halle. Was klein begann, entwickelte sich schnell zu einer großen Organisation mit fünf Angestellten und 200 teilnehmenden Schulen. Zurzeit wird der YOUCA-Aktionstag nur in Flandern und in der Region Brüssel-Hauptstadt durchgeführt. Jedoch gibt es Pläne, ihn auf nationaler Ebene zu erweitern.

### Operation Dagsværk – Dänemark
Inspiriert durch eine schwedische Initiative formten Schüler des Danske Gymnasieelevers Sammenslutning (Dänische Schülerbewegung) und des Landssammenslutningen af Kursusstuderende (Dänische Landesschülervertretung) 1985 Operation Dagsværk. Die inzwischen unabhängige Organisation sammelte durch den jährlichen Sozialen Tag insgesamt Spendengelder in Höhe von über 128 Millionen DKK (ca. 17 Millionen €). Jährlich nehmen ungefähr 20.000 Schüler teil. Das Geld wurde zum Beispiel für Projekte in Kenia, im Irak oder in Simbabwe genutzt.

### Schüler Helfen Leben – Deutschland
Schüler Helfen Leben ist eine Jugendhilfsorganisation, die aus der Entrüstung einzelner Schüler über die Jugoslawienkriege 1992 hervorging. Diese entschlossen sich, selbst in die Hand zu nehmen, wo Hilfsgüter und Spendengelder ausgegeben werden. So entstand 1998 der Verein Schüler Helfen Leben e.V. sowie vier Jahre später die zugehörige Stiftung. Der Soziale Tag fand erstmals im Jahr 1998 in Schleswig-Holstein statt. Seit 2006 wird er bundesweit durchgeführt. Inzwischen spenden jedes Jahr etwa 80.000 Schüler gemeinsam 1,5 Millionen Euro am Sozialen Tag. Die Gelder werden spezifisch für Jugend- und Bildungsprojekte in Südosteuropa und seit 2013 auch in der syrisch-jordanischen Grenzregion genutzt.

### Social Day – Italien
Unter dem Namen Progetto Zaterra Blu wird in der Provinz Vicenza der Soziale Tag durchgeführt. Dort nehmen inzwischen jährlich etwa 10.000 Schüler teil. Obwohl es die Organisation in ihrer Form bereits seit 2003 gibt, entstand erst durch den Kontakt zu Schüler Helfen Leben 2006 der Wunsch, eine Aktion wie den Sozialen Tag durchzuführen.

### Operation Daywork – Italien/Südtirol
Seit 2007 gibt es in Südtirol die Organisation Operation Daywork. Den Anstoß gab in diesem Fall die dänische Organisation Operation Dagsværk. Der Aktionstag ist hier lokal auf 24 Schulen begrenzt, von denen zwischen 400 und 600 Schüler teilnehmen. Anders als bei den anderen Mitgliedsorganisationen werden mit dem Geld nicht konkrete Projekte unterstützt, sondern wird ein jährlicher Menschenrechtspreis vergeben, welcher von den Schülern gewählt werden kann. Aufgrund der besonderen Situation Südtirols arbeitet die Organisation dreisprachig.

### Operasjon Dagsverk – Norwegen
Seit 1964 veranstaltet Operasjon Dagsverk einen Sozialen Tag in Norwegen. Die Organisation entstand bereits 1963 auf der Generalversammlung der School Student Union of Norway. Der Aktionstag ist inzwischen etabliert, es nehmen jährlich ungefähr 90.000 Schüler teil, die gemeinsam insgesamt Summen von bis zu 29 Millionen NOK (ca. 3,3 Millionen €) erarbeiten. Im Laufe der Jahre konnten bereits 49 Projekte auf der ganzen Welt unterstützt werden, beispielsweise in Brasilien, Peru oder Bangladesch. Ein Projekt von 2010 in Brasilien setzte sich beispielsweise das Ziel, die Rechte von Jugendlichen in Slums zu stärken und sie im Kampf gegen soziale Ungerechtigkeit zu unterstützen. Es wurden dazu Bildungsmaßnahmen ergriffen und Ausbildungen für Jugendliche ermöglicht. Außerdem wurden dortige Jugendorganisationen unterstützt.

### Unija Srednjoškolaca Srbije – Serbien
Unija Srednjoškolaca Srbije ist eine Union serbischer Schülervertretungen, die die Rechte und Entscheidungsfähigkeit der Schüler in der Politik des Landes stärken will. Sie wurde 2003 gegründet und hat sich seitdem verschiedenen internationalen Netzwerken angeschlossen, wie zum Beispiel NAPOR, einem serbischen überparteilichen Netzwerk von Bürgervereinigungen, die die Arbeit mit Kindern und Jugendlichen fördern oder OBESSU. Es werden etwa 80.000 serbische Schüler durch die Organisation repräsentiert. Seit 2010 wird der Soziale Tag auch in Serbien praktiziert, 2012 nahmen bereits 2.000 Schüler teil, die 9.000 € verdienten. Das Geld unterstützte verschiedene schulbezogene Projekte.

### ASuBiH – Bosnien und Herzegowina
Asocijacija srednjoškolaca u Bosni i Hercegovini wurde mit der Hilfe von Schüler Helfen Leben gegründet. Die Mitglieder der Organisation hatten zunächst zu wenig Ressourcen um ihren eigenen Sozien Tag durchzuführen. Mit der Unterstützung des SAME-Netzwerks fand im Jahr 2006 ihr erster Sozialer Tag statt.

## Entstehung
Das Konzept des Sozialen Tages wurde bereits 1963 von schwedischen Schülern umgesetzt, in Gedenken an den 1961 auf einer Friedensmission verstorbenen UN-Generalsekretär Dag Hammarskjöld. Daher auch der damalige Titel Day for Dag. In Skandinavien verbreitete sich das Konzept schnell, wodurch bereits 1964 auch in Norwegen durch Operasjon Dagsverk ein Sozialer Tag veranstaltet wurde. In den vergangenen Jahren folgte eine wiederholte Kooperation der Organisationen in Form eines Sommercamps in Dänemark unter dem Titel Operasjon Gränsløs.
Die Ausweitung auf eine europäische Kooperation erfolgte 2011. Das Sommercamp des damals noch namenlosen SAME-Netzwerkes fand erstmals in Oslo statt. Im folgenden Jahr erhielt das Netzwerk in Berlin seinen Namen und es wurden erste Broschüren und andere Materialien der Öffentlichkeitsarbeit fertiggestellt. Es war außerdem der Beginn der Arbeit an den Basic Common Principles und Quality Guidelines, deren Vollendung ein weiteres Jahr an Arbeit brauchte.
In dieser Arbeitsphase wurde der Bedarf an klareren Arbeitsstrukturen und -gruppen deutlich. Daher wurde neben der Verabschiedung der Quality Guidelines durch alle Organisationen auf dem Sommercamp 2013 in Italien auch die Gründung von zwei Arbeitsgruppen erreicht. Es handelt sich dabei zum einen um eine Arbeitsgruppe, die sich mit der Öffentlichkeitsarbeit befasst und zum anderen um eine strategisch arbeitende Gruppe.
2014 wurde in Belgien zudem eine Arbeitsgruppe ergänzt, die an der richtigen Unterstützung für neue „Sozialer-Tag-Akteure“ arbeitet. Das nächste Sommercamp fand 2015 in Norwegen statt.
Die Finanzierung erfolgt größtenteils durch Drittmittel wie dem Erasmus+ Programm der Europäischen Union. Im Jahr 2018 eröffnete SAME ein Programm-Büro in Lübeck, welches das stetige Wachstum des Netzwerks sichern soll.

## Basic Common Principles und Quality Guidelines
Durch die Basic Common Principles wurden die gemeinsamen Grundsätze der im Netzwerk beteiligten Organisationen in einem Dokument in Schriftform festgehalten. Es wird sich dabei auf die universell geltenden Menschenrechte bezogen sowie die Freiheit und Gleichheit aller Menschen. In acht Paragraphen werden des Weiteren zum Beispiel die Wichtigkeit der Jugend, der Solidarität, des Rechts der Partizipation und der Nachhaltigkeit der Projekte hervorgehoben. Durch das Bekenntnis zu diesen Grundsätzen verpflichtet sich das Netzwerk, sie zu befolgen und umzusetzen, also in seiner Arbeit Wert darauf zu legen, angemessene und nachhaltige Hilfsprojekte und Projektpartner zu finden und auszuwählen.
Diese Prinzipien wurden wiederum in den SAME Quality Guidelines umgesetzt, also Richtlinien, die den Mitgliedern und neuen „Sozialer-Tag-Initiativen“ als Orientierung dienen. Diese Richtlinien umfassen insgesamt 20 Punkte. Mehrere Punkte befassen sich dabei mit der Jugendpartizipation rund um und innerhalb der einzelnen Organisation. Darunter fällt auch, dass sich die Projekte an Jugendliche richten und Bildung fördern und unterstützen sollen.
Darüber hinaus stimmen alle Organisationen überein, die gesammelten Gelder des sozialen Tages transparenten Projekten zukommen zu lassen, die sich langfristig selbst finanzieren können. Dieser Gedanke der Nachhaltigkeit ist auch im ökologischen und sozialen Aspekt der Projekte anzustreben.
Die jeweilige Partnerorganisation selbst soll unter anderem klar strukturiert sein und durch kontinuierliche Dokumentation und Evaluation Wissen sichern. Auch sollen die Ansichten und Werte innerhalb der Organisation immer wieder aktiv diskutiert werden.

## Ziele
Generell ist es das Ziel von SAME, den sozialen Tag in Europa zu verbreiten und ihn bekannter zu machen. Der Grund dafür ist die gemeinsame Ansicht, dass Jugendliche Verantwortung für sich selbst und andere übernehmen sollten. Sie sollen gemeinsam auf eine faire und demokratische Welt hinarbeiten. Durch die Teilnahme am Sozialen Tag und den dadurch finanzierten Projekten, aber auch die aktive Mitarbeit in den einzelnen Organisationen wird das Verantwortungsbewusstsein der Jugendlichen gestärkt und gefördert.

### Action Day Initiatives
Das Netzwerk bietet Jugendlichen und anderen Jugendorganisationen Hilfe bei der Initiierung neuer Sozialer Tage an. Alle Organisationen stellen ihre Erfahrungen zur Verfügung und bieten sowohl Besuche als auch Workshops an, um die Action Day Initiatives zu unterstützen. Diese Hilfe ist an die Quality Guidelines angelehnt, damit auch eine hohe Qualität neuer Sozialer Tage garantiert werden kann.

### Lernnetzwerk
Durch den Austausch von Erfahrungen, gegenseitige Besuche und die gemeinsame Arbeit der Organisationen im Netzwerk wird außerdem ein best practice Austausch ermöglicht. Das bedeutet, dass mögliche beste Verfahren bezüglich verschiedener Bereiche des Sozialen Tages und dessen Organisation kommuniziert werden sollen. Somit können die Mitglieder voneinander profitieren und sich gegenseitig inspirieren und stärken.